# Philodromus punctisternus
Philodromus punctisternus là một loài nhện trong họ Philodromidae.
Loài này thuộc chi Philodromus. Philodromus punctisternus được Lodovico di Caporiacco miêu tả năm 1940.